# 玉环湖 (西藏)
玉环湖（藏語：དབྱུང་ཧོན་མཚོ།，威利转写：dbyung hon mtsho，THL：Yunghön Tso）位于中国西藏自治区阿里地区改则县境内，地处改则县北端，南临三岛湖。湖面海拔4916米，面积10.3平方公里。湖区气候干寒，年均气温-6～-4℃，年降水量75～100毫米。湖水主要靠泉水补给。